# Traité sur la Charte de l'énergie
Le traité sur la Charte de l'énergie (TCE) est un accord d'investissement international, en vigueur depuis 1998, qui établit un cadre multilatéral pour la coopération transfrontalière et l'investissement financier dans le secteur de l'énergie. Le traité couvre tous les aspects des activités énergétiques commerciales, y compris le commerce, le transit, les investissements et l'efficacité énergétique. Il est juridiquement contraignant et comprend des procédures de règlement des différends.
Initialement, le processus de la Charte de l'énergie était une convention sectorielle visant à intégrer les secteurs énergétiques de l'Union soviétique et de l'Europe de l'Est à la fin de la guerre froide dans des marchés européens et mondiaux plus larges. Il a ensuite pris une couleur libre-échangiste, avec l'intégration d'un « traité multilatéral d’investissement », étendu au-delà de la simple coopération Est-Ouest, par le biais d'instruments juridiquement contraignants visant à imposer les principes d'ouverture des marchés mondiaux de l'énergie et de non-discrimination pour stimuler les investissements directs étrangers et le commerce transfrontalier mondial.
Les sentences et règlements des arbitrages internationaux en cas de violation de la loi du Traité sur la Charte de l'énergie s'élèvent parfois à des centaines de millions de dollars. En 2014, l'affaire Ioukos, qui a duré près de 10 ans, a été tranchée sur la base du traité avec une somme record de 50 milliards de dollars en faveur des demandeurs.
Depuis 2017, des négociations sont en cours pour réformer le TCE. Dans ce contexte, un nombre croissant d'États européens, d'organisations de la société civile et d'experts dénoncent « un traité obsolète qui risque de saper les mesures climatiques nécessaires ». On reproche au traité de protéger les intérêts des investisseurs étrangers dans les énergies fossiles, au détriment de l'intérêt général en termes de climat et de santé publique, le traité permettant en effet aux grands groupes pétrogaziers d'attaquer les États quand leurs politiques climatiques et environnementales menacent les intérêts de l'industrie.

## Histoire

### Charte énergétique européenne
Les débuts de la charte de l'énergie remontent à une initiative politique lancée en Europe au début des années 1990. La fin de la guerre froide a été présentée comme une occasion sans précédent de surmonter les divisions économiques précédentes entre les nations des deux côtés du rideau de fer et d'engendrer une coopération mutuellement bénéfique est le secteur de l'énergie, étant donné la demande énergétique croissante de l'Europe et une certaine disponibilité de ressource (en charbon, gaz, pétrole et bois) dans les pays post-soviétiques. Il existait aussi le besoin d'une base commune acceptée pour la coopération énergétique entre les États d'Eurasie. De ces considérations est né le processus de la Charte de l'énergie.
La déclaration originale de la Charte européenne de l'énergie est signée à La Haye le 17 décembre 1991. C'est une déclaration politique de principes pour la coopération énergétique internationale dans le commerce, le transit et l'investissement. Elle marque l'intention de négocier un traité juridiquement contraignant (dit Traité sur la Charte de l'énergie). L’un des derniers obstacles est alors la nécessité de trouver un libellé garantissant la souveraineté nationale sur les ressources naturelles tout en consacrant le principe de la coopération internationale pour permettre un accès extérieur à ces ressources. Les négociateurs assurent également à l'Autriche et à la Suisse qu'elles ne supporteront pas une charge de transit excessive pour les ressources énergétiques.

### Traité sur la Charte de l'énergie
Le traité est un accord multilatéral juridiquement contraignant, couvrant la promotion et la protection des investissements, le commerce, le transit, l'efficacité énergétique et le règlement des différends. Il est signé à Lisbonne en décembre 1994, avec un « protocole sur l'efficacité énergétique et les aspects environnementaux connexes » (PEEREA).
Le traité et ce protocole entrent en vigueur en avril 1998 et un amendement aux dispositions liées au commerce reflétant le passage de l'Accord général sur les tarifs douaniers et le commerce aux processus de l'Organisation mondiale du commerce est aussi approuvé.

### Charte internationale de l'énergie
Cette Charte est une déclaration politique non contraignante qui sous-tend les principes clés de la coopération énergétique internationale. Cette déclaration tente de refléter les changements intervenus dans le monde de l'énergie depuis l'élaboration du traité initial sur la Charte de l'énergie au début des années 1990.
La Charte internationale de l'énergie est signée le 20 mai 2015 par 72 pays ainsi que l'UE, l'Euratom et la CEDEAO lors d'une conférence ministérielle organisée par le gouvernement des Pays-Bas.

### Participation russe et affaire Ioukos
La Russie a signé ce traité, qui a été proposé comme « cadre légal approprié pour les relations UE-Russie » dans le cadre de la libéralisation du marché commun européen et de l'Union européenne ; elle l'a appliqué à titre provisoire, mais en refusant de le ratifier. Ce pays a lié la ratification du traité aux résultats des négociations avec l'Union européenne sur un protocole de transit de la Charte de l'énergie,.
En octobre 2006, la chancelière fédérale allemande Angela Merkel et le président français Jacques Chirac ont proposé la création d'un partenariat énergétique équilibré entre la France et l'Allemagne, représentant l'Union européenne, et la Russie. En vertu de cet accord, la Russie serait tenue de signer la Charte européenne de l'énergie, ce qui, selon le président russe Vladimir Poutine, empiète sur les intérêts nationaux de la Russie.
En décembre 2006, la Russie indique que sa ratification du traité est improbable en raison des dispositions exigeant l'accès des tiers aux pipelines russes. Le 20 août 2009, elle informe officiellement le dépositaire du traité, le gouvernement du Portugal, qu'elle ne ratifie pas le traité et le protocole y afférent, mettant fin à l'application provisoire du traité et de la PEEREA à partir du 18 octobre 2009.
Les dispositions relatives au règlement des différends et à la protection des investissements restent en vigueur pour la Russie pendant vingt ans supplémentaires. Le 30 novembre 2009, la Cour permanente d'arbitrage de La Haye, qui examine cette affaire depuis 2005 conformément au règlement de la Commission des Nations unies pour le droit commercial international, décide que les anciens actionnaires de Ioukos peuvent présenter leur demande d'arbitrage contre le gouvernement russe. Le groupe Menatep (principal actionnaire de Yukos), poursuit alors la Russie et demande plus de 100 milliards de dollars dans une affaire d'arbitrage international en vertu du traité. Les auditions ont eu lieu en octobre 2012.
En juillet 2014, la cour permanente d'arbitrage international de La Haye se prononce à l'unanimité en faveur des actionnaires, accordant 50 milliards de dollars de dommages-intérêts pour la saisie d'actifs et le démantèlement de Yukos. Le gouvernement russe affirme qu'il ne se conformera pas à la décision, déclenchant un différend juridique international qui conduit la France et la Belgique à saisir des actifs russes pour une éventuelle restitution aux plaignants. Cependant, un tribunal français se prononce contre la saisie par les autorités françaises et un tribunal néerlandais annule les dommages-intérêts de 50 milliards de dollars, arguant que la Russie n'avait pas ratifié le traité sur la Charte de l'énergie et n'était donc pas liée par celui-ci.

## Dénonciations par les ONG
En se basant sur les retours d'expérience de près 20 ans d'action du TCE, de grandes ONG environnementales dénoncent le caractère climaticide et environnementalement toxique de ce traité. Les principales critiques sont les suivantes :
1. le TCE permet à de grandes entreprises polluantes et affectant gravement le climat d'attaquer et de faire payer les gouvernements dès qu'ils tentent de réglementer le secteur le l'énergie afin de d'atténuer le changement climatique, de rendre le coût de l'énergie abordable et de protéger le bien commun et l'intérêt public dans ce domaine.
Les multinationales utilisent le TCE pour paralyser puis lever les restrictions environnementales visant à limiter le développement et l'usage d'énergies polluantes et dégradant le climat, de même pour les mesurse de régulation du prix des énergies, les rectifications des privatisations ratées de l'énergie, etc.[7]
2. des gouvernements (et donc le contribuables) doivent payer des milliards pour indemniser les entreprises, y compris pour d'hypothétiques futurs bénéfices manqués, que ces entreprises auraient pu théoriquement gagner (la valeur des procès ECT qui étaient en cours de traitement fin 2020 était de 28 milliards de dollars, une somme qui dépasse le PIB de nombreux pays, et qui dépasse aussi le montant annuel estimé nécessaire pour que l'Afrique puisse s'adapter au dérèglement climatique. Les arbitrages ECT sont si opaques que ce chiffre pourrait même être très sous-estimé[7].
3. ce traité sape la démocratie et le droit des peuples à l'autodéterminiation. Il freine ou bloque les politiques climatiques et environnementales. Il empêche notamment la transition vers le solaire, l'éolien, les énergies marémotrices ou houlomotrice qui nécessitent un cadre juridique et des aides fortes de la part des gouvernements. En menaçant le gouvernements d'avoir à payer de lourdes amendes, il protège les intérêts et bénéfices de certaines des plus grandes sociétés climaticides (pétrolières, gazières et charbonnières du monde)[7].
4. l'arbitrage fait pour le TPE par le tribunal entre investisseus et État est opaque et imparfait. Il n'est ni juste, ni indépendant. Il lui est reproché de faire le jeu d'une « industrie égoïste de plusieurs millions de dollars composée de cabinets d'avocats d'élite, d'arbitres et de fonds spéculatifs. Aux dépens des États et des contribuables, ils ont utilisé leur pouvoir pour obtenir des interprétations extrêmement favorables aux entreprises du TCE et un flux constant de poursuites coûteuses »[7].
5. rien ne montre que l'accord contribue ou ait contribué à réduire la pauvreté énergétique ni à faciliter les investissements, tout particulièrement dans les énergies renouvelables. Au contraire le TCE a contribué à saper la transition énergétique vers des systèmes énergétiques propres, sobres, durables et soutenables, ainsi que les mesures visant à garantir un accès abordable à l'électricité pour tous.
6. les modalités du mécanisme de règlement des différends entre investisseurs et États, dans le cadre du TCE, « sapent les systèmes juridiques nationaux et sont en contradiction avec l'État de droit car elles sont discriminatoires, étant un canal légal exclusif pour les seuls investisseurs étrangers. À la suite d'une récente décision de la plus haute juridiction de l'UE, on peut se demander si les privilèges des investisseurs de l'ECT sont même compatibles avec le droit de l'UE »[7].
7. la modernisation du TCE (initiée en 2017) visait à traiter les défauts fondamentaux de ce système de justice parallèle au service des entreprises, mais « même des réformes mineures telles que rendre les poursuites des investisseurs moins secrètes semblent être controversées au sein de l'ECT »[7].
8. les droits « presque illimités » qu'il offre aux investisseurs du domaine de l'énergie et sa portée géographique rendent le TCE « sans doute plus dangereux pour les deniers publics, les politiques d'intérêt public et la démocratie que les autres traités internationaux d'investissement. À l'échelle mondiale, aucun autre accord n'a déclenché autant d'attaques d'investisseurs contre des États que le TCE »[7].

## Retraits du traité

### Retrait italien (2016)
En 2016, l'Italie se retire du traité.

### Critiques du traité en Europe (2020)
En 2019, Yamina Saheb, autrice principale du 3e groupe de travail du Groupe d'experts intergouvernemental sur l'évolution du climat, considère que « le TCE privilégie et surprotège les droits et intérêts des investisseurs étrangers sur les intérêts sociétaux et économiques de l'État hôte et des parties prenantes nationales qui n'ont aucun droit dans le cadre du système ».
En octobre 2020, des députés de plusieurs partis du Parlement européen demandent à la Commission européenne de se retirer si le traité n'est pas amendé afin de favoriser la transition énergétique vers une économie bas carbone et la lutte contre le réchauffement climatique dans le respect de l'accord de Paris.

### Décision de la Cour de justice de l'Union européenne (2021)
Le 2 septembre 2021, la Cour de justice de l'Union européenne juge incompatible avec le droit communautaire l'utilisation de la charte sur l'énergie par les entreprises énergétiques européennes pour réclamer des compensations aux gouvernements restreignant leur capacité à polluer. Elle confirme ainsi une décision similaire de 2018.
L'ONG Réseau Action Climat Europe remarque que cela n'affectera pas les plaintes déposées par des entreprises situées en dehors de l'Union européenne. Toutefois, 81 % des investissements protégés par le traité sont des investissements intracommunautaires.
Cette décision pourrait être utilisée par les Pays-Bas dans des procès intentés par TWE et Uniper face à la décision du gouvernement néerlandais de sortir son pays du charbon.

#### Retraits d’États européens (2022)
En octobre 2022, l'Espagne annonce qu'elle a entamé des démarches de retrait. Quelques jours après, les Pays-Bas annoncent aussi leur intention de sortir du traité, de même que la Pologne qui entame un processus législatif interne afin de prendre la décision de sortir du traité.
Le 19 octobre 2022, le Haut Conseil pour le climat français s’auto-saisit de la question de la modernisation du traité de la charte sur l'énergie et conclut que ce dernier est incompatible avec l'accord de Paris sur le climat. Il appelle subséquemment à un retrait coordonné de la France de ce traité, de même que les autres États qui en sont membres, ainsi qu'à une neutralisation de sa clause de survie. Le 21 octobre 2022, le président de la République Emmanuel Macron annonce son intention de faire sortir la France du traité. 
Le 11 novembre 2022, l'Allemagne annonce à son tour son intention de sortir du traité pour des raisons similaires à celles formulées par d'autres pays européens. La secrétaire d'État au ministère fédéral de l'Économie et du Climat, Franziska Brantner, indique dans un communiqué que « [son gouvernement oriente] de manière conséquente [sa] politique commerciale sur la protection du climat et en conséquence, [se retire] du traité sur la charte de l'énergie », expliquant qu'il s'agit alors d'un « signe important envoyé à la conférence des Nations unies sur le climat » qui se réunit au même moment en Égypte.
Le 18 novembre, le ministre de l’Énergie du Luxembourg, Claude Turmes, annonce que son pays se retire également. « Même si la modernisation du traité sur la Charte de l’énergie conduit à certains progrès, le traité n’est toujours pas compatible avec les objectifs de l’accord de Paris sur le climat, puisqu’il continue à protéger les investissements dans les énergies fossiles et nucléaires », indique-t-il.
Bien que l'Espagne, les Pays Bas, le Danemark et le Portugal aient annoncé leur sortie, seuls la France, la Pologne, l'Allemagne et le Luxembourg  ont officiellement notifié leur sortie. 
Le 19 décembre 2022, le ministère des Affaires étrangères français a notifié le retrait de la France du traité, après l'Italie en 2016. Cette sortie devient effective le 8 décembre 2023 après le délai d’un an réglementaire.
Pour Mathilde Dupré, codirectrice du think tank Institut Veblen, « Avec cette vague de sorties, ce sont presque 40 % des ressources du fonctionnement du traité qui vont fondre. »
Le 22 février 2024, le Royaume-Uni annonce son retrait.

### Retrait de l'Union européenne
Jeudi 24 novembre, le Parlement européen a appelé la Commission européenne à organiser le retrait de tous les pays de l'Union européenne de ce traité estimé devenu nocif pour le climat et la transition énergétique, car permettant aux grandes entreprises des énergies fossiles d'attaquer les états souhaitant sortir des énergies carbonées non-renouvelables.
Dans un rapport informel ('non-paper') diffusé en février 2023, la Commission européenne a estimé qu'une sortie collective du traité est devenue « inévitable » en raison de l’impossibilité d’approuver la version modernisée. Elle considère qu'un « retrait coordonné de l’UE, d’Euratom et des États membres » est « l’option la plus adéquate ». Cette sortie est bloquée pour l'instant par la Suède, Malte et Chypre mais une sortie de la Bulgarie, de la Roumanie et de la Suisse pourrait changer les choses. Le Committee on Climate Change britannique a également recommandé la sortie de la Grande-Bretagne.
Le 27 mars 2024, les ministres de l'énergie des pays membres de l’Union européenne approuvent le retrait coordonné de l’UE du traité. Cette décision est entérinée par le Parlement européen le 24 avril 2024. Le retrait de l’UE deviendra effectif douze mois après notification de ce retrait.

## Adhésion
Les membres sont des pays et des organisations régionales d'intégration économique qui ont signé ou adhéré au traité. Au 1er janvier 2018, cela représente cinquante-quatre pays et organisations régionales d'intégration économique. Tous les membres ont ratifié le traité à l'exception de l'Australie, de la Biélorussie, de la Norvège et de la Russie. La Biélorussie a accepté l’application provisoire du traité.

### Membres de la conférence sur la charte de l'énergie
- Afghanistan
- Biélorussie*[42]
- Tchéquie
- Irlande
- Lituanie
- Pays-Bas
- Slovaquie
- Macédoine du Nord
- Albanie
- Belgique
- Danemark
- Géorgie
- Japon
- Luxembourg
- Norvège*
- Slovénie
- Turquie
- Arménie
- Bosnie-Herzégovine
- Estonie
- Allemagne
- Kazakhstan
- Malte
- Pologne
- Espagne
- Turkménistan
- Bulgarie
- Union européenne
- Grèce
- Kirghizistan
- Moldavie
- Portugal
- Suède
- Ukraine
- Autriche
- Croatie
- Euratom
- Hongrie
- Lettonie
- Mongolie
- Roumanie
- Suisse
- Royaume-Uni
- Azerbaïdjan
- Chypre
- Finlande
- Islande
- Liechtenstein
- Monténégro
- Russie[43]
- Tajikistan
- Ouzbékistan

Remarque: * - désigne l'État appliquant provisoirement le traité signé, mais pas encore ratifié

#### Anciens membres
- Australie
- France
- Italie
- Russie[43]

### Observateurs
Un statut d'« observateur » est accordé aux pays et aux organisations régionales d'intégration économique qui ont signé soit la Charte européenne de l'énergie, soit la Charte internationale de l'énergie. Le statut d’observateur donne à un pays la possibilité de se familiariser avec la Charte et ses fonctions, afin de faciliter son évaluation des avantages de l’adhésion au Traité sur la Charte de l’énergie.
Pour cela, ces observateurs peuvent assister à toutes les réunions de la Charte et recevoir toute la documentation, les rapports et les analyses s'y rapportant, et de participer aux débats de travail qui se déroulent dans le cadre de la Charte de l'énergie.
Certaines organisations internationales peuvent aussi obtenir le statut d'observateur, mais uniquement par décision de la Conférence de la Charte de l'énergie.

#### Pays
- Algérie
- Canada
- Égypte
- Mauritanie
- Qatar
- Syrie
- Venezuela
- Bahreïn
- Tchad
- Indonésie
- Maroc
- Corée du Sud
- Tanzanie
- Yémen
- Bangladesh
- Chili
- Iran
- Niger
- Arabie saoudite
- Tunisie
- Bénin
- Chine
- Nigeria
- Serbie
- Ouganda
- Burundi
- Colombie
- Jordanie
- Pakistan
- Oman
- Émirats arabes unis
- Cambodge
- CEDEAO
- Koweït
- Autorité palestinienne
- Eswatini
- États-Unis

#### Organisations internationales
- Association des nations de l'Asie du Sud-Est (ASEAN, 2003)
- Coopération énergétique de la région de la mer Baltique (BASREC, 2000)
- Coopération économique de la mer Noire (BSEC, 1991)
- Conseil de l'énergie électrique de la CEI (1991)
- Banque européenne pour la reconstruction et le développement (BERD, 1991)
- Agence internationale de l'énergie (AIE, 1991)
- Forum international de l'énergie (IEF, 2007)[45]
- Organisation de coopération et de développement économiques (OCDE, 1991)
- Commission économique des Nations Unies pour l'Europe (CEE-ONU, 1991)
- Banque mondiale (1991)
- Organisation mondiale du commerce (OMC, 1991)

## Conférence sur la charte de l'énergie
L'article 33 du traité institue la Conférence de la Charte de l'énergie, qui est l'organe directeur et décisionnel de l'Organisation et qui a le statut d'observateur de l'Assemblée générale des Nations unies dans la résolution 62/75 adoptée par l'Assemblée générale le 6 décembre 2007. Les membres se composent de pays et d'organisations régionales d'intégration économique qui ont signé ou adhéré au traité et qui sont représentés à la Conférence et à ses organes subsidiaires. La Conférence se réunit régulièrement pour discuter des questions affectant la coopération énergétique entre les membres et pour examiner la mise en œuvre du traité et des dispositions du PEEREA, et pour examiner de nouvelles activités dans le cadre de la Charte de l'énergie. La Conférence sur la Charte de l'énergie comprend les organes suivants :
- Groupe de stratégie
- Groupe de mise en œuvre
- Comité du budget
- Comité juridique consultatif

En outre, un Conseil de l'Industrie présente à la Conférence et à ses groupes les points de vue du secteur privé sur les questions liées aux investissements énergétiques, aux flux transfrontaliers et à l'efficacité énergétique.
Le groupe de travail juridique est créé par le Secrétariat de la Charte de l'énergie en 2001 pour aider à la rédaction d'accords types équilibrés et juridiquement cohérents pour les oléoducs et gazoducs transfrontaliers.

## Secrétariat

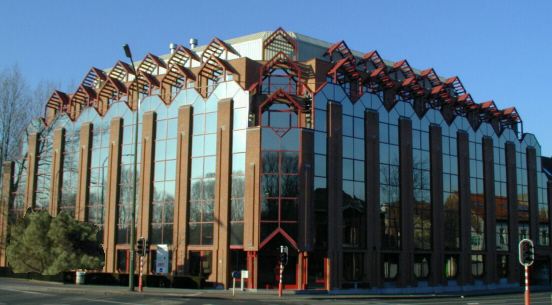
Le Secrétariat est situé à Bruxelles.

Le traité sur la charte de l'énergie institue un secrétariat permanent.
Depuis le 1er janvier 2012, le Secrétaire général est le Dr Urban Rusnák et depuis janvier 2017, le Secrétaire général adjoint est le Dr Masami Nakata.

### Organisation
Le secrétariat est mandaté par la Conférence de la Charte de l'énergie principalement pour fournir à la Conférence toute l'assistance nécessaire à l'accomplissement de ses tâches, y compris la promotion, l'organisation et le soutien juridique, ainsi que l'organisation des réunions de la Conférence et des organes subsidiaires. En outre, le secrétariat organise des conférences et des forums sur l'énergie liés aux dialogues mondiaux sur l'énergie en cours.

### Surveiller les obligations TCE et PEEREA
L'article 19 du traité exige que chaque partie contractante minimise, d'une manière économiquement efficace, les impacts environnementaux néfastes résultant de l'utilisation de l'énergie. Le secrétariat surveille le respect de ces obligations par les parties contractantes du traité et établit divers rapports accessibles au public sur chacune des parties contractantes, tels que l'efficacité énergétique et les investissements liés au climat.

### Support juridique
Le Secrétariat fournit des conseils juridiques sur les arbitrages liés au traité et a la responsabilité de gérer les travaux préparatoires utilisés pour clarifier les intentions du traité selon l'article 32 de la Convention de Vienne sur le droit des traités.
Le Secrétariat tient à jour une liste des affaires qui ont été soumises par des investisseurs à un arbitrage international. Ces affaires ont fait l'objet de poursuites en vertu des règlements d'arbitrage du CIRDI, de l'Institut d'arbitrage de la CSC et de la CNUDCI. Les sentences arbitrales ou les règlements se chiffrent parfois à des centaines de millions de dollars,. Les différends concernent la concurrence (article 6) et les questions environnementales (article 19) et le Secrétariat prévoit des mécanismes non contraignants.de consultation bilatéraux dans le cas de la concurrence ou multilatéraux dans le cas de la protection de l'environnement.

## Champ d'application juridique du traité
Les dispositions du traité se concentrent sur quatre grands domaines: le commerce de l'énergie, l'investissement, l'efficacité énergétique, le règlement des différends, le transit de l'énergie.

### Commerce
L'objectif du traité sur la charte de l'énergie est de créer des marchés de l'énergie ouverts et non discriminatoires dans l'ensemble de ses États membres. Ce cadre suit les règles du système commercial multilatéral telles qu'énoncées dans l'Accord général sur les tarifs douaniers et le commerce (GATT), devenu plus tard l'Organisation mondiale du commerce (OMC). Le traité sur la charte de l'énergie étend le GATT et plus tard les règles de l'OMC dans le secteur de l'énergie à ses membres. En outre, le traité couvre le commerce de toutes les matières énergétiques (par exemple le pétrole brut, le gaz naturel, le bois énergie, etc.), de tous les produits énergétiques finaux (par exemple pétrole, électricité, etc.) et des équipements liés à l'énergie. Les règles du commerce ne couvrent que le commerce des marchandises, et ne couvrent pas ni le commerce des services ni les droits de propriété intellectuelle.

### Investissement
Le traité protège les investissements directs étrangers. Il protège les investisseurs et leurs investissements des risques politiques liés à l'investissement dans un pays étranger tels que la discrimination, l'expropriation, la nationalisation, la rupture de contrat, les dommages dus à la guerre, etc. Son caractère juridiquement contraignant en fait le seul cadre multilatéral au monde pour les questions spécifiquement liées à l'énergie.

### Règlement des différends
Alors que l'article 27 énonce les dispositions relatives au règlement des différends entre deux États contractants, l'article 26 du traité sur la charte de l'énergie prévoit des dispositions expresses pour le règlement des différends découlant du traité entre un investisseur d'un État contractant et un autre État contractant. Ce processus est généralement connu sous le nom de règlement des différends entre investisseurs et États (ISDS en abrégé). Les deux principales formes de règlement contraignant des différends sont l'arbitrage État-État sur l'interprétation ou l'application de presque tous les aspects du traité (à l'exception des questions de concurrence et d'environnement) et l'arbitrage investisseur-État (article 26) pour les différends relatifs aux investissements. Il existe des dispositions spéciales, basées sur le modèle de l'OMC, pour la résolution des problèmes commerciaux interétatiques et le traité offre également une procédure de conciliation pour les différends de transit.
Ces règles comprennent :
- les Règles du CIRDI
- le Règlement sur les installations supplémentaires du CIRDI
- les Règles ad hoc de la CNUDCI
- Le règlement d'arbitrage de la Chambre de commerce de Stockholm

Les allégations les plus importantes contre la Russie, concernant la décision Ioukos, découlaient des dispositions de l'article 26.
La rédaction du traité a soulevé des questions difficiles dans le domaine des différends entre investisseurs et États par des universitaires et a parfois été qualifiée d'ambigue par les tribunaux.
Parmi les points les plus disputés :
- les normes de protection accordées par le traité ;
- la responsabilité internationale des États en cas de violation du traité ;
- les différentes procédures disponibles pour faire valoir les droits prévus par le traité ;
- les conditions à remplir avant que la plainte d'un requérant puisse être examinée sur le fond ;
- l'impact du droit européen sur les plaintes déposées en vertu du traité ;
- les dispositions du traité en matière de fiscalité ;
- les effets possibles du TCE sur le climat[53],[54],[55]
- les éventuels impacts géopolitiques, climatiques et financiers[53],[56]
- des effets délétères sur les budgets des États[57].

### Efficacité énergétique
L'application de la Charte de l'énergie dans les questions d'efficacité énergétique et sa relation avec un environnement plus propre a été introduite dans la Charte européenne de l'énergie de 1991.
Le traité qui a suivi, et en particulier l'article 19, exige que chaque partie contractante « ... s'efforce de minimiser, d'une manière économiquement efficace, les impacts environnementaux néfastes résultant de l'utilisation de l'énergie ».
Le protocole sur l'efficacité énergétique et les aspects environnementaux connexes (PEEREA) définit plus en détail les principes politiques susceptibles de promouvoir l'efficacité énergétique et fournit des orientations pour élaborer des programmes d'efficacité énergétique. La PEEREA a été négociée, ouverte à la signature et est entrée en vigueur le 16 avril 1998 en même temps que le Traité sur la Charte de l'énergie.
Contrairement à d'autres activités du processus de la Charte, l'accent mis sur les travaux sur l'efficacité énergétique n'est pas juridiquement contraignant, mais incite plutôt à une mise en œuvre pratique afin d'améliorer l'efficacité énergétique au travers de discussions politiques fondées sur l'analyse et l'échange d'expériences entre les pays membres, les experts indépendants invités et d'autres organisations internationales.
La mise en œuvre de PEEREA offre à ses pays membres une gamme de bonnes pratiques et un forum pour partager des expériences et des conseils politiques sur les questions d'efficacité énergétique. Une attention particulière est accordée à la stratégie nationale d'efficacité énergétique, à la fiscalité, à la politique de tarification dans le secteur de l'énergie, aux subventions liées à l'environnement et à d'autres mécanismes de financement des objectifs d'efficacité énergétique.

### Transit d'énergie
Le traité sur la charte de l'énergie fournit un ensemble de règles couvrant l'ensemble de la chaîne énergétique, y compris non seulement les investissements dans la production et la production, mais également les conditions dans lesquelles l'énergie peut être échangée et transportée à travers diverses juridictions nationales vers les marchés internationaux. En tant que tel, l'accord vise à empêcher la perturbation du transport de carburant entre les pays.

#### Protocole de transit
Le protocole sur le transit de la charte de l'énergie est un projet de protocole dont les négociations ne sont pas encore finalisées. Le Protocole amplifierait et renforcerait les dispositions du traité sur les questions de transit d'énergie pour atténuer certains risques opérationnels spécifiques qui continuent d'affecter les flux de transit d'énergie. Les négociations sur le texte du protocole de transit ont commencé au début de 2000 et un texte de compromis reflétant une discussion approfondie entre l'Union européenne et la Russie a été présenté pour adoption lors de la réunion de la conférence sur la charte de l'énergie le 10 décembre 2003. Il est apparu clairement au cours de la réunion qu'une décision unanime ne pouvait être prise sur la base du texte de compromis et cela d'autant plus que les questions énergétiques, y compris le transit, étaient un sujet à l'ordre du jour des négociations d'adhésion de la Russie à l'Organisation mondiale du commerce entre l'Union européenne et la Russie. Les négociations du Protocole ont ensuite été temporairement suspendues.
En décembre 2007, la Conférence sur la Charte de l'énergie a réaffirmé son soutien à la finalisation des négociations et à l'adoption du Protocole sur le transit de la Charte de l'énergie afin d'élargir les dispositions existantes du traité. Ces travaux se sont poursuivis jusqu'en octobre 2011, date à laquelle l'Union européenne a fait valoir que, compte tenu de l'évolution actuelle de la situation énergétique internationale et de l'absence de progrès dans les négociations et les consultations, il ne semblait plus opportun de poursuivre les négociations. Fin 2015, les parties observent qu'il existe toujours un besoin d'un cadre multilatéral juridiquement contraignant pour le transit d'énergie et recommandent d'explorer plus avant la base des négociations d'un tel accord, qui pourrait aborder divers aspects du transport et du transit.du pétrole, du gaz et de l'électricité.
Le traité sur la charte de l'énergie inclut une obligation pour les pays membres de faciliter le transit énergétique sur leur territoire, conformément au principe de la liberté de transit, et de garantir les flux de transit établis. Dans le même temps, les dispositions du traité n'obligent aucun pays à introduire un accès obligatoire des tiers.

### Effets sur la souveraineté nationale
La souveraineté nationale sur les ressources énergétiques est théoriquement reconnue par le traité (dans son article 18) et le traité, qui par ailleurs promeut la transparence et l'efficacité dans le fonctionnement des marchés de l'énergie (mais pas dans la résolution des différends). Il laisse aux gouvernements le choix de la structure de leur secteur énergétique national (chaque État décide librement si et comment ses ressources énergétiques nationales sont développées, et dans quelle mesure son secteur énergétique est ouvert aux investisseurs étrangers ; et ce traité n'impose pas de privatiser les entreprises énergétiques publiques ni de démanteler les entreprises énergétiques verticalement intégrées,.
Cependant, le TCE permet aux grandes multinationales énergétiques de poursuivre les gouvernements qui par exemple décideraient d'appliquer des taxes sur les bénéfices exceptionnels, de faire embaucher des travailleurs locaux, qu'il y ait des transferts de technologies ou imposeraient une transformation des matières premières (raffinage...) dans le pays avant exportation.
En échange de promesse (sans garanties de succès) d'attraction d'investisseurs étrangers, chaque État adhérant au TCE perd une grande part de sa souveraineté en termes de réglementation nationale du secteur de l'énergie, et perd de sa marge de manœuvre s'il veut agir dans l'intérêt public plutôt que dans l'intérêt des entreprises pétrogazières et/ou du charbon.

## Critiques de juristes
- Nathalie Bernasconi-Osterwalder, avocate à l'Institut international du développement durable (IIDD), reproche au TCE de ne pas avoir « de définitions plus précises des normes de protection des investissements, [de ne pas] définir les responsabilités des investisseurs et [de ne pas] intégrer les innovations en matière de règlement des différends pour assurer la transparence et l'indépendance », contrairement aux approches plus modernes. De plus, elle prête au traité des ambitions expansionnistes[63].

- Tania Voon, professeur de droit à l'Université de Melbourne, analyse la modernisation du TCE qui consisterait en particulier à exclure l'ISDS, et à introduire « une distinction entre les investissements basés sur les combustibles fossiles et ceux basés sur les énergies renouvelables »[64].

### Bibliograhie
- Pia Eberhardt, Cecilia Olivet et Lavinia Steinfort, « One Treaty to Rule them All. The ever-expanding Energy Charter Treaty and the power it gives corporations to halt the energy transition, 2018, edited by Katharine Ainger, published by Corporate Europe Observatory (CEO) and the Transnational Institute (TNI) » (consulté le 6 septembre 2019)
- Pia Eberhardt, Cecilia Olivet Edited by Katharine Ainger Designed by Erik Tuckow, sichtagitation (2020) Silent expantion ; Will the world’s most dangerous investment treaty take the global south hostage ? ; Corporate Europe Observatory (CEO), Transnational Institute (TNI) & Southern and Eastern Africa Trade Information and Negotiations Institute ou SEATINI ; Uganda Brussels/ Amsterdam/ Kampala, Avril ; url= https://energy-charter-dirty-secrets.org/wp-content/uploads/2020/04/ECT-Silent-expansion.pdf